# Eliseo Pajaro
Eliseo M. Pajaro (Badoc, 21 marzo 1915 – Houston, 6 ottobre 1984) è stato un compositore filippino.

## Biografia
Eliseo Pajaro nacque il 21 marzo 1915 a Badoc, nella provincia filippina di Ilocos Norte. Frequentò il liceo presso la Northern Luzon Normal School. Durante questo periodo di formazione Pajaro suonò nella Modernista Band di Laoag. Si esibì anche con la Marcial Wasan Band. Dopo il liceo studiò al conservatorio dell'Università delle Filippine. Durante le vacanze estive per mantenersi dirigeva le operette a Vigan. Nel 1939 fu nominato insegnante universitario di forme musicali e musica corale presso il National Teachers' College.
In seguito ha continuato i suoi studi negli Stati Uniti. Nel 1951 ottenne il master in musica alla Eastman School of Music. Due anni dopo divenne dottore in composizione presso lo stesso istituto di istruzione. Dopo essere tornato nelle Filippine è stato professore all'Università delle Filippine ed ha insegnato alla Philippine Women's University ed al Santa Isabel College. Nel 1955 fu il fondatore e il primo presidente della Lega dei compositori filippini e del gruppo degli educatori di musica filippina. Dal 1967 al 1968 è stato direttore di recitazione del conservatorio dell'Università. Successivamente ne è stato il decano fino al 1969.
Oltre al suo lavoro come insegnante e direttore, Pajaro ha composto molte opere musicali. Alcune delle sue opere sono il pezzo orchestrale The Life of Lam-ang (1951), l'opera Binhi ng di Kalayaan (1961), la zarzuela Ang Magsasaka (1968) e l'opera balletto Mir-I-nisa (1969), che compose per l'apertura del Centro Culturale delle Filippine.

## Stile compositivo
Le sue composizioni sono contraddistinte da armonie quartali-quintali, contrappunto dissonante e accordi multipli; molte usano il canto popolare come materiale tematico.

## Premi e riconoscimenti
Ha ricevuto vari riconoscimenti per il suo lavoro come compositore. Nel 1964 ricevette un premio per il patrimonio culturale della Repubblica per il Concerto n. 1 per violino e orchestra. Nel 1970 ha ricevuto nuovamente questo premio per Binhi ng Kalayaan. Ha anche ricevuto una medaglia al merito per il pianoforte per la composizione dell'opera Binhi ng Kalayaan, la prima opera filippina moderna.
Pajaro morì nel 1984 all'età di 69 anni a Houston.